# دریاچه خوتون
دریاچه خوتون (به لاتین: Khoton Lake) یک دریاچه در مغولستان است که در استان بایان-اولگی واقع شده‌است.